# Polish jokes
Polish jokes (ang. dosł. „polskie żarty”) – popularne, głównie w Stanach Zjednoczonych, dowcipy o Polakach, w których są przedstawiani jako osoby głupie i pijące duże ilości alkoholu.

## Historia
Jedna z hipotez dotyczących Polish jokes głosi, że zostały one rozprzestrzenione przez powojennych imigrantów niemieckich, zwłaszcza tych, którzy zostali wysiedleni ze Śląska, Pomorza, i Prus Wschodnich w wyniku powojennego układu. Imigranci ci byli z reguły zamieszani w konflikty na tle narodowościowym i reprezentowali uprzedzenia do Polaków mające swoje korzenie w propagandzie nazistowskiej. Przykładem może być tutaj niemiecki satyryk i aktor Harald Schmidt pochodzący z rodziny Niemców sudeckich przesiedlonych po II wojnie światowej do Niemiec, który w drugiej połowie lat 90. zasłynął z antypolskich żartów. Jednak Christie Davies, zamieszczając tę hipotezę, dystansuje się od niej, stwierdzając, że zjawisko to ma charakter wyłącznie amerykański i nie można go łączyć z rozgrywkami w Starym Świecie.

## Usuwanie„Polish jokes”
Liga ds. Walki Ze Zniesławieniem Kongresu Polonii Amerykańskiej wywalczyła usunięcie „Polish jokes” z powtórek i wydawanych na DVD wersji reality show „The Simple Life” (w którym grały Paris Hilton i Nicole Richie). Planowano w nim nazwać taczkę „polską furgonetką”.